# الخياط (مسلسل)
الخياط (بالتركية: Terzi) هو مسلسل تركي بطولة جغطاي أولصوي، من المقرر عرض المسلسل في 2022. تم عرض أول مقطع ترويجي للمسلسل في 2 يناير 2022.

## القصة
تدور أحداث المسلسل حول بيامي، خياط مشهور في إسطنبول، يشرع في خياطة فستان زفاف خطيبة أعز أصدقائه، إيسفيت. لكن سرعان ما تتسرب الأسرار القاتمة التي يخفيها الثلاثة لتعصف بحياتهم جميعًا وتقلبها رأسًا على عقب.

## التغيير في الاسم
تم الإعلان عن اسم المسلسل الأول باسم "الفزاعة المزخرفة" (بالتركية: Süslü Korkuluk) وأُعلِن عن بثه على قناة TV8 ولكن بعد خلاف بين الشركة المنتجة والقناة تم تغيير اسمه إلى "Terzi" (الخياط) وتم نقله إلى نتفليكس.

## روابط خارجية
- الفزاعة المزخرفة على موقع IMDb (الإنجليزية)
- الفزاعة المزخرفة على موقع روتن توميتوز (الإنجليزية)
- الفزاعة المزخرفة على موقع نتفليكس (الإنجليزية)
- الفزاعة المزخرفة على موقع فيلمافينيتي (الإسبانية)
- الفزاعة المزخرفة على موقع قاعدة بيانات الفيلم (الإنجليزية)